# Rödene socken
Rödene socken i Västergötland ingick i Kullings härad, uppgick 1952 i Alingsås stad och området är sedan 1971 en del av Alingsås kommun, från 2016 inom Alingsås distrikt..
Socknens areal var 17,21 kvadratkilometer varav 16,10 land.  År 1946 fanns här 155 invånare. Sockenkyrkan brann ner 1834 varefter Landskyrkan i Alingsås socken användes. 

## Administrativ historik
Socknen har medeltida ursprung. Vid kommunreformen 1862 övergick socknens ansvar för de kyrkliga frågorna till Rödene församling och för de borgerliga frågorna bildades tillsammans med Alingsås socken Alingsås landsförsamlings och Rödene landskommun. Denna kommun inkorporerades 1952 i Alingsås stad som 1971 ombildades till Alingsås kommun. Församlingen uppgick 1967 i Alingsås församling.
1 januari 2016 inrättades distriktet Alingsås, med samma omfattning som Alingsås församling fick 1967 och vari detta sockenområde ingår.
Socknen har tillhört län, fögderier, tingslag och domsagor enligt vad som beskrivs i artikeln Kullings härad.

## Geografi
Rödene socken låg norr om Alingsås med Säveån i öster. Sockenområdet är en kuperad skogsbygd med odlingsbygd vid ån i öster. Största insjö är Store-Trän.
En sätesgård var Rödene säteri.

## Rödene kyrka
Socknens kyrka, som var av trä, förstördes av brand 1834 och byggdes inte upp igen. Klockan och dopfunten räddades. Den senare förvaras vid Statens historiska museum. I en beskrivning 1830 sägs kyrkan vara liten, låg och mörk. Kyrkogården finns kvar och där har man rest en minnessten.

## Fornlämningar
Från järnåldern finns gravar.

## Namnet
Namnet skrevs 1409 Rödhene och kommer från kyrkbyn. Namnet kan innehålla röd och efterleden är vin, 'betesmark; äng,

## Befolkningsutveckling
| Befolkningsutvecklingen i Rödene socken 1810–1950 | Befolkningsutvecklingen i Rödene socken 1810–1950 | Befolkningsutvecklingen i Rödene socken 1810–1950 | Befolkningsutvecklingen i Rödene socken 1810–1950 | Befolkningsutvecklingen i Rödene socken 1810–1950 |
| ------------------------------------------------- | ------------------------------------------------- | ------------------------------------------------- | ------------------------------------------------- | ------------------------------------------------- |
|                                                   |                                                   |                                                   |                                                   |                                                   |
| År                                                |                                                   |                                                   | Invånare                                          |                                                   |
| 1810                                              | 1810                                              |                                                   | 195                                               | 195                                               |
| 1820                                              | 1820                                              |                                                   | 214                                               | 214                                               |
| 1830                                              | 1830                                              |                                                   | 222                                               | 222                                               |
| 1840                                              | 1840                                              |                                                   | 277                                               | 277                                               |
| 1850                                              | 1850                                              |                                                   | 336                                               | 336                                               |
| 1860                                              | 1860                                              |                                                   | 290                                               | 290                                               |
| 1870                                              | 1870                                              |                                                   | 269                                               | 269                                               |
| 1880                                              | 1880                                              |                                                   | 324                                               | 324                                               |
| 1890                                              | 1890                                              |                                                   | 297                                               | 297                                               |
| 1900                                              | 1900                                              |                                                   | 265                                               | 265                                               |
| 1910                                              | 1910                                              |                                                   | 279                                               | 279                                               |
| 1920                                              | 1920                                              |                                                   | 250                                               | 250                                               |
| 1930                                              | 1930                                              |                                                   | 213                                               | 213                                               |
| 1940                                              | 1940                                              |                                                   | 150                                               | 150                                               |
| 1950                                              | 1950                                              |                                                   | 179                                               | 179                                               |
| Källa: Folkmängdsdatabasen, Umeå universitet.     |                                                   |                                                   |                                                   |                                                   |